# Оригинална шесторка
Оригинална шесторка (енгл. Original Six) је термин који се користи у Националној хокејашкој лиги (НХЛ) а који се односи на шест професионалник франшиза које су се такмичиле у лиги 25 сезона, у периоду између 1942/43. до сезоне 1967/68. када је лига проширена.
Оригиналну шесторку чине Чикаго блекхокси, Детроит ред вингси, Монтреал канадијанси, Њујорк ренџерси, Торонто мејпл лифси и Бостон бруинси. Свих шест франшиза и данас учествују у НХЛ лиги. Термин се усталио након великог проширења лиге 1967. када је у такмичење примљено 6 нових франшиза, а за старе учеснике се задржао назив „оригинална постава“ или „оригинална шесторка“.

## Чланови „Велике шесторке“
| Екипа                | Град и држава             | Основан | У НХЛ од | Титула Стенли купа | Последња титула |
| -------------------- | ------------------------- | ------- | -------- | ------------------ | --------------- |
| Бостон бруинси       | Бостон · Масачусетс (САД) | 1924.   | 1924.    | 6                  | 2011.           |
| Чикаго блекхокси     | Чикаго · Илиноис (САД)    | 1926.   | 1926.    | 4                  | 2010.           |
| Детроит ред вингси   | Детроит · Мичиген (САД)   | 1926.   | 1926.    | 11                 | 2008.           |
| Монтреал канадијанси | Монтреал · Квебек (КАН)   | 1909.   | 1917.    | 24                 | 1993.           |
| Њујорк ренџерси      | Њујорк · Њујорк (САД)     | 1926.   | 1926.    | 4                  | 1994.           |
| Торонто мејпл лифси  | Торонто · Онтарио (КАН)   | 1917.   | 1917.    | 13.                | 1967.           |

## НХЛ пре сезоне 1942/43.
Током двадесетих година двадесетог века у НХЛ лиги такмичило се десет клубова. Током велике економске кризе (позната и као Велика депресија) која је захватила северноамерички континент током тридесетих година угасили су се многи клубови, и иступили из такмичења.
Из такмичења су због банкрота прво иступиле екипе Питсбург пајратси, Отава сенаторси и Монтреал марунси. Последња екипа која је напустила такмичење били су њујоршки Американси 1942. године и тако је у такмичењу преостало свега шест тимова.
Иако је проширење лиге планирано по завршетку Другог светског рата, до тога није дошло, што због финансијских проблема који су уследили по завршетку рата, што због пропасти канадске играчке базе.

## Статистика у периоду 1942—1967.
Лига са шест тимова трајала је пуних 25 сезона, све до првог великог проширења 1967. када је у такмичење укључено шест нових тимова.
Убедљиво најуспешније екипе током тих 25 сезона били су канадски тимови Канадијанса са 10 титула и Мејпл лифса са 9 пехара Стенли купа. Најуспешнији амерички тим био је Детроит који је освајао такмичење 5 пута. Блекхокси су освојили једну титулу, док екипама из Бостона и Њујорка то ни једном није пошло за руком.

Напомена
- "" означава победника Стенли купа за ту сезону.